# Аренга суматранська
Аре́нга суматранська (Myophonus melanurus) — вид горобцеподібних птахів родини мухоловкових (Muscicapidae). Ендемік Індонезії.

## Поширення і екологія
Суматранські аренги є ендеміками гір Барісан на заході Суматри. Вони живуть у вологих гірських тропічних лісах. Зустрічаються на висоті понад 500 м над рівнем моря.